# Cañón Tipo 97 57 mm
El Tipo 97 57 mm  fue el cañón de tanque que inicialmente equipó al tanque medio Tipo 97 Chi-Ha del Ejército Imperial Japonés durante la Segunda Guerra Mundial.

## Historia y desarrollo

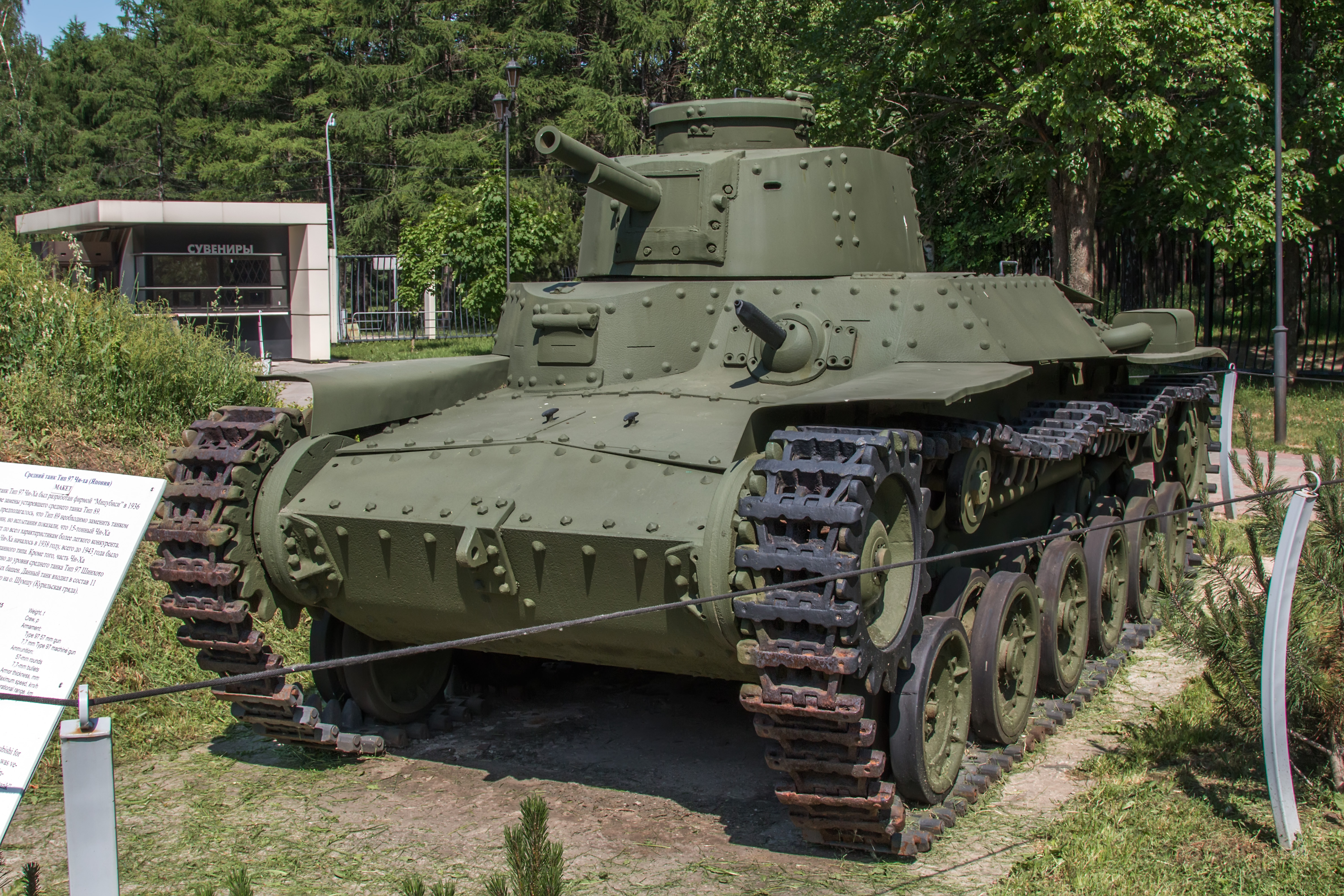
Tanque medio Tipo 97 Chi-Ha, armado con el Tipo 97 57 mm.

El Tipo 97 Chi-Ha fue el tanque medio japonés más producido de la guerra, aunque la protección del blindaje era media para un tanque de la década de 1930. El cañón principal de 57 mm, diseñado para el apoyo a la infantería, era el mismo empleado por el tanque medio Tipo 89 I-Go de 1933. El cañón era de caña corta y tenía una velocidad de salida relativamente baja, que era suficiente para apoyar a la infantería. Sin embargo, en 1939, durante la batalla de Khalkhin Gol (Nomonhan) contra los tanques BT soviéticos, el cañón demostró ser insuficiente contra el blindaje soviético, lo que provocó grandes pérdidas de tanques al Ejército japonés.
Después de Nomonhan, se desarrollaron nuevos cañones de tanque para el Chi-Ha con un calibre de 47 mm -menos que el cañón de tanque de 57 mm- pero con una caña más larga, y mejor penetración que el cañón Tipo 97. A partir de 1942, los tanques Tipo 97 fueron armados con el cañón de alta velocidad Tipo 1 47 mm en una nueva torreta más grande, y fueron designados como Tipo 97-Kai Shinhoto Chi-Ha.